# Otto Strasser
Maximilian Johann Otto Strasser, scritto anche Straßer, (Bad Windsheim, 10 settembre 1897 – Monaco di Baviera, 27 agosto 1974) è stato un politico tedesco, membro, nel quinquennio 1925-1930, dell'ala sinistra del Partito Nazionalsocialista Tedesco dei Lavoratori (NSDAP).

## Biografia
Otto Strasser nasce in una famiglia di funzionari della piccola borghesia bavarese. Il padre, Peter, intellettuale interessato ai fatti storici ed economici influenzerà le idee politiche ed economiche dei suoi figli: egli ha infatti pubblicato con lo pseudonimo di Paul Weger un opuscolo dal titolo Das neue Wesen (Il  nuovo essere) dove si ritrovano le idee di un socialismo cristiano antagonista del capitalismo liberale che saranno proprie del programma dei due fratelli Gregor e Otto.

### Volontario nella prima guerra mondiale
Allo scoppio della prima guerra mondiale, Otto mette da parte i suoi studi di diritto ed economia a Berlino e si arruola come volontario il 2 agosto 1914. È il più giovane volontario della Baviera che, combattendo coraggiosamente come semplice soldato, si guadagna la Croce di Ferro di prima classe e la proposta per l'Ordine Militare di Max-Joseph. Finita la guerra con i gradi di ufficiale, già prima della smobilitazione, nell'aprile-maggio 1919, entra a far parte con il fratello Gregor nella organizzazione paramilitare del Freikorps Van Epp con il compito di combattere la neonata Repubblica Sovietica di Baviera. Nello stesso anno aderisce al Partito Socialdemocratico di Germania (SPD) e ritornato a frequentare l'Università di Berlino fonda la "Associazione universitaria dei veterani socialdemocratici".

### L'incontro con Zinov'ev
Nel 1920 Otto combatte con i proletari operai a Berlino contro il tentativo di colpo di stato di estrema destra del putsch di Kapp. Quando il partito socialdemocratico viola gli accordi di Bielefeld con gli operai della Ruhr, Otto lascia l'SPD e torna in Baviera dove incontra Hitler e il generale Erich Ludendorff presentatigli dal fratello, che vorrebbe farlo entrare nel partito nazionalsocialista, ma Otto rifiuta e partecipa nell'ottobre 1920 ai lavori per la formazione del Partito Socialdemocratico indipendente, importante struttura politica della sinistra.
In questa occasione, secondo il suo biografo Günter Bartsch, conosce Grigorij Evseevič Zinov'ev che lo convince della validità dell'esperienza rivoluzionaria bolscevica come modello d'azione per la Germania e della necessità di un riavvicinamento della Germania alla Russia sovietica. Nello stesso tempo Otto Strasser ottiene il dottorato specializzandosi sul pensiero politico di Oswald Spengler e di Arthur Moeller van den Bruck. Comincia a frequentare circoli politici conservatori e nazionalisti.

### L'adesione al NSDAP
Uscito di prigione dopo il fallito putsch di Monaco, Hitler incarica Gregor Strasser di rifondare la NSDAP nella Germania del Nord. Gregor è consapevole delle difficoltà di successo che avrebbe potuto avere un partito nazionalista e razzista in questa zona della Germania dove le condizioni economiche e sociali favorivano la diffusione e l'affermarsi tra le masse del SPD e del KPD (Partito Comunista di Germania). Chiede quindi l'aiuto del fratello Otto per l'elaborazione di una ideologia nazionalsocialista trasformata e rinnovata. Otto accetta con entusiasmo. I due fratelli si dividono i compiti in base alle loro capacità: Gregor per l'organizzazione e la propaganda, Otto per l'ideologia e il programma politico.
Sotto l'influenza di Otto e di Joseph Goebbels, che espongono i loro progetti politici in un quindicinale indirizzato ai funzionari del partito, il "National-sozialistische Briefe", la NSDAP della Germania Settentrionale nel 1925 assume toni politici radicali. Hitler reagisce dichiarando inalterabili i venticinque punti del programma nazista del 1920 e concentra su di sé l'intero potere nel partito.

### Il contrasto con Hitler
Nel settembre del 1925 i fautori del programma di Otto Strasser convocano un congresso del partito a Hagen, in Vestfalia, per acquistare una qualche autonomia nei confronti della direzione politica centrale di Monaco. Si arriva così alla formazione della Comunità di lavoro dei Gau Nord e Ovest Germania della NSDAP sotto la direzione dei fratelli Strasser, di Viktor Lutze, futuro capo, dopo Ernst Röhm, della SA, e di Goebbels, il più entusiasta sostenitore delle tesi bolsceviche.
Nel congresso nazionale della NSDAP del 1926 Gregor e Otto Strasser presentano un programma politico che punta su la nazionalizzazione dei mezzi di produzione, una riduzione della proprietà privata e un'alleanza con l'URSS. Hitler, che ha ormai deciso per un'alleanza con le forze reazionarie, mette in atto una strategia di divisione della sinistra radicale del partito: fa tornare Goebbels a Berlino, promuove Gregor Strasser capo della propaganda e poi capo dell'organizzazione del partito, espelle i Gauleiter della Slesia, Pomerania e Sassonia, sostenitori della sinistra.

### L'isolamento e la rottura con la NSDAP
Otto Strasser si ritrova isolato con un piccolo gruppo di sostenitori del suo programma socialista nel Gau berlinese comandato da Goebbels. La crisi economica del 1929 porta a una radicalizzazione delle due ali del partito. Il programma politico hitleriano fissa dei punti irrinunciabili: rispetto della legalità istituzionale e del criterio elettivo, fine della lotta anticapitalista, avvicinamento ai conservatori e alla confessione protestante, in nome di un "cristianesimo positivo", e nello stesso tempo un'accentuazione della propaganda antimarxista e antisemita.
Da parte sua Otto Strasser insiste sulla necessità che il Terzo Reich nasca da una rivoluzione nazionale condotta a fianco dei comunisti. L'inconciliabilità delle due posizioni porta all'inevitabile rottura: il 4 luglio 1930 Otto Strasser lascia il partito e fonda la "Comunità Nazionalsocialista Rivoluzionaria" (KGRNS) e la rivista Die deutsche Revolution. S'iscrivono alla nuova formazione politica seimila membri provenienti dalla NSDAP, tra cui il Gauleiter di Brandeburgo e di Danzica, dalla SA e dalla Hitler Jugend.
Nel marzo del 1931 le SA del nord della Germania attraversano una grave crisi: diecimila aderenti seguono il loro capo regionale Stennes e rompendo con la NSDAP si fondono con l'organizzazione di Otto Strasser dando origine alla nuova formazione politica della Comunità di Lotta nazionalsocialista di Germania. Il nuovo programma fortemente patriottico del Partito Comunista di Germania, esposto nella Dichiarazione programmatica per la liberazione nazionale e sociale del popolo tedesco dell'agosto 1930, comincia ad attirare l'adesione degli strasseriani: Otto Strasser reagisce fondando la Comunità di Lotta dei Rivoluzionari Nazionalsocialisti, più semplicemente nota come Fronte Nero, dove convergono membri del Movimento contadino, organizzazioni paramilitari "Werwolf", i "Gruppi Oberland", ed altri movimenti dissidenti anti-hitleriani. Gli strasseriani stringono alleanze sul piano internazionale in Francia, in Inghilterra e in Spagna prendendo contatto anche con movimenti indipendentisti etnici.

### La repressione e la fuga
Dopo la presa del potere Hitler scatena una violenta repressione contro gli strasseriani del Fronte Nero rinchiudendoli nei campi di concentramento appena aperti. Tuttavia dal 1934 al 1938, Otto Strasser riesce a mantenere un'organizzazione clandestina di propaganda antinazista attraverso la diffusione di giornali e le emissioni di una radio pirata in Cecoslovacchia. L'8 novembre del 1939, una bomba scoppia in una birreria di Monaco, subito dopo un discorso di Hitler. Il gruppo del Fronte Nero, insieme ad agenti inglesi, viene sospettato dell'attentato.
Da parte sua la Gestapo cerca più volte di rapire ed eliminare Otto Strasser, rifugiatosi nel 1933 prima in Austria e successivamente in Cecoslovacchia. Peggiore sorte ebbe suo fratello Gregor Strasser ucciso nella notte dei lunghi coltelli quando ormai aveva lasciato ogni attività politica.

### Gli ultimi anni
Allo scoppio della seconda guerra mondiale, Strasser, ricercato dalla Germania nazista con una taglia di 500.000 dollari sulla sua testa, dopo una peregrinazione in Svizzera e Francia, nel 1941 emigrò in Canada, dove rimase sino al 1954. Nonostante un intervento in suo favore del presidente del consiglio francese Robert Schuman, Strasser venne iscritto nella lista nera degli Alleati, che lo consideravano un criminale nazista e lo fecero dichiarare dal Governo tedesco decaduto dalla sua nazionalità di nascita.
Nel 1948 ex membri del Fronte Nero fondarono in Germania la Lega per la rinascita della Germania che il 17 giugno 1956 diventò Unione Sociale Tedesca, formazione politica che poi chiuse la sua attività nel 1962. Nell'ultima parte della sua vita Strasser s'impegnò molto sulla necessità dell'unificazione europea e sulla costituzione di un partito europeo: per questo scopo egli fu membro fondatore del Movimento Popolare Europeo.

## Sintesi del pensiero politico ed economico

Bandiera del Fronte Nero

Dal manifesto del Fronte Nero sono rintracciabili le linee guida del pensiero politico di Otto Strasser: in primo piano il nazionalismo. La Germania dovrà divenire uno Stato federale che raccolga tutti i popoli di lingua tedesca: per questo scopo sarà necessaria una guerra di liberazione alleandosi anche all'Unione Sovietica.
In un primo momento Otto Strasser vede negli ebrei, la massoneria e l'ultramontanismo degli ostacoli al pangermanesimo, ma successivamente le sue posizioni mutano in un filosemitismo e sostegno del sionismo che, secondo il suo biografo Patrick Moreau è solo di facciata: lo scopo vero sarebbe quello di ottenere l'appoggio delle potenti lobby ebraiche statunitensi.
Al consumismo borghese ed al materialismo marxista Otto Strasser - un "conservatore agrario estremista" come lo definisce Patrick Moreau - contrappone quello che lui chiama l'"idealismo völkisch (etnico) di natura religiosa. Il Volk, il popolo, deve essere restaurato nelle sue originarie forme razziali, spirituali e mentali rifacendosi alla passata religiosità medioevale tedesca e all'autogoverno del popolo per la realizzazione del "socialismo tedesco", senza proletari né borghesi, ma fondato su una classe media contadina capace di esprimere ogni altra attività sociale e intellettuale: operaio-contadino, intellettuale-contadino, soldato-contadino.
Strasser auspica la dismissione del sistema industriale e il trasferimento, anche forzato, della popolazione cittadina al lavoro nelle campagne. La nuova Germania si dovrà fondare sui contadini proprietari della terra e colonizzatori delle regioni agricole della Germania orientale.
I grandi centri industriali vanno divisi in piccole disperse unità sul territorio in modo da formare una nuova figura sociale di operaio-contadino. In questo modo cesserebbero gli effetti deleteri del consumismo occidentale con le sue gravi conseguenze anche sul piano morale: si formerebbe «un modo di vita spartano, in cui il consumo è ridotto alla soddisfazione quasi autarchica, a livello locale, dei bisogni primi», e «l'istituzione nazionale, poi internazionale, di una sorta di economia di baratto». Strasser crede che la nazionalizzazione delle terre e dei mezzi di produzione, ridistribuiti agli imprenditori come feudi, porterebbe al doppio vantaggio del possesso individuale e della proprietà collettiva.

## Opere
- Aufbau des deutschen Sozialismus, Leipzig, Wolfgang Richard Lindner Verlag, 1932
- Hitler et moi, Paris, Editions Bernard Grasset, 1940
- Der Faschismus, München/Wien, Günter Olzog Verlag, 1965
- Mein Kampf, eine politische Autobiographie, mit einem Vorwort von Gerhard Zwerenz, 1969